# 驚きももの木20世紀の放送一覧
驚きももの木20世紀の放送一覧（おどろきもものきにじっせいきのほうそういちらん）は、1993年4月16日から1999年10月1日まで、朝日放送制作でテレビ朝日系列にて、毎週金曜21:00 - 21:54に放送された『驚きももの木20世紀』で放映された番組の作品タイトルと視聴率をまとめたものである（放送日は放送時のもの、スペシャルも含む）。

## 1993年
- 1993年04月16日 土俵の鬼! 若乃花伝説
- 1993年04月23日 美智子さまご成婚秘話
- 1993年04月30日 今世紀 最大の恋… 英国国王エドワード8世とウォリス・シンプソンの回
- 1993年05月07日 チャップリン危機一髪… 五・一五事件とチャップリン暗殺計画の回
- 1993年05月14日 鉄腕アトム○秘物語
- 1993年05月21日 東大安田講堂攻防戦
- 1993年05月28日 永遠の名馬 オグリキャップ物語
- 1993年06月04日 マラソン英雄伝説… 円谷・君原の物語
- 1993年06月11日 キャンディーズ解散の舞台裏
- 1993年06月18日 キスが日本を変えた!? … 「はたちの青春」のGHQ関与の秘話
- 1993年06月25日 長嶋茂雄が伝説になった日・天覧試合の秘話
- 1993年07月02日 漫才ブームの真実
- 1993年07月09日 日本サッカー 奇跡の銅メダル
- 1993年07月16日 美空ひばり不死鳥伝説
- 1993年07月23日 大解剖! ディズニーアニメ魅力のすべて
- 1993年07月30日 妖精ヘプバーンの謎
- 1993年08月06日 熱狂! GSの時代
- 1993年08月13日 ゾウをください! … 象のインディラ来日秘話
- 1993年08月20日 アポロ11号危機一髪
- 1993年08月27日
- 1993年09月03日 「スキヤキ・ソング」の謎 〜坂本九の謎〜
- 1993年09月10日 マリリン・モンロー死の謎
- 1993年09月17日 ウルトラマン伝説
- 1993年09月24日 エンタツ・アチャコ
- 1993年10月08日 ワールドカップ直前スペシャル Jリーグから世界へ ※2時間SP
- 1993年10月22日 ゴジラ誕生
- 1993年10月29日 チャレンジャー号爆発！
- 1993年11月05日 少年Aの伝説・尾崎豊の肖像
- 1993年11月12日 裕次郎誕生秘話! 日活の華麗な挑戦
- 1993年11月19日 鬼vs魔女! 東京五輪バレー 涙の栄光
- 1993年11月26日 テレビコメディー黄金期
- 1993年12月03日 ミニスカート誕生
- 1993年12月10日 衝撃! 25年目の真実 三億円事件の点と線
- 1993年12月17日 大いなる幻影 その男、田中角栄[注 1]。

## 1994年
- 1994年01月07日 奇跡の月面宙返り… モントリオール五輪体操男子の回
- 1994年01月14日 裸の大将・山下清
- 1994年01月21日 激突・木枯し紋次郎 VS 必殺仕掛人
- 1994年01月28日 NOT SATISFIED! 蘇れ! 男優・松田優作伝説
- 1994年02月04日 跳べ・伊藤みどり
- 1994年02月11日 三島由紀夫と川端康成・運命の師弟愛
- 1994年02月18日 エルビス・プレスリー 衝撃の素顔
- 1994年02月25日 柔道王・山下泰裕
- 1994年03月04日 悲運の名馬 テンポイント伝説
- 1994年03月11日 奇跡の7人 クレージーキャッツ黄金伝説
- 1994年03月18日 女帝伝説 イメルダ・マルコス -マラカニアン宮殿最後の日-
- 1994年03月25日 ボクサー 赤井と大和田・運命の軌跡
- 1994年04月08日 春の感動スペシャル 美空ひばり、荒木大輔、柳亭痴楽の回 ※2時間SP
- 1994年04月15日 コント55号
- 1994年04月22日 ミュンヘンへの道… 男子バレー秘話
- 1994年04月29日 「イムジン河」伝説（ザ・フォーク・クルセダーズ）
- 1994年05月06日 独裁者を愛した女・エバ・ブラウン
- 1994年05月13日 ちゃぶ台と頑固オヤジ 〜向田邦子とホームドラマ〜
- 1994年05月20日 妻たちのケネディ暗殺事件
- 1994年05月27日 役者バカ藤山寛美 〜追放!激動7ヶ月の果てに〜
- 1994年06月03日 カタール・もうひとつの物語
- 1994年06月10日 炎の女優・ビビアン・リー
- 1994年06月17日 金賢姫・秘められた素顔
- 1994年06月24日 ピンクレディー 〜夢をつくった男たち〜
- 1994年07月01日 阿部定事件の真相
- 1994年07月08日 ガガーリンの秘密
- 1994年07月15日 たこ八郎（題名不詳）
- 1994年07月22日 昭和の脱獄王 白鳥由栄
- 1994年07月29日 愛新覚羅家の悲劇… 溥儀の弟 愛新覚羅溥傑父子の回
- 1994年08月05日 70年代フォーク伝説 博多っ子純情音楽編
- 1994年08月12日 みちのくに大旗は翻らず 三沢-松山商 熱闘27イニング 関東11.9以下 関西16.4
- 1994年08月19日 雨ニモマケズ 教師 宮沢賢治
- 1994年08月26日 田中絹代物語 関東13.2以下 関西16.2
- 1994年09月02日 銃撃と粛清の神話・連合赤軍 あさま山荘事件の真相 関東15.7 関西16.7
- 1994年09月09日 淡谷のり子・反逆のブルース 関東12.4 関西16.3
- 1994年09月16日 衝撃真相チャタレイ夫人裁判
- 1994年09月23日 日本柔道敗れたり… ヘーシンク
- 1994年09月30日 秋の衝撃スペシャル! 悲劇のシンデレラ… グレース・ケリー、李方子 2時間SP 関東15.2 関西15.1以下
- 1994年10月14日 金嬉老事件の真相
- 1994年10月21日 イエスの方舟事件 関東13.6 関西20.9
- 1994年10月28日 パリ・ファッション革命… 高田賢三、イブ・サンローラン、ピエール・カルダンらデザイナーの回
- 1994年11月04日 作家吉行淳之介の愛した女
- 1994年11月11日 悪女・江青伝説 関東12.6以下 関西15.4
- 1994年11月18日 愛の賛歌・越路吹雪物語
- 1994年11月25日 毒の伝説・帝銀事件46年目の真実 関東13.5以下 関西14.7
- 1994年12月02日 わが夢は喜劇王 三波伸介物語
- 1994年12月09日 不倫!芸術! 童女のごとき 伝説・岡本かの子
- 1994年12月16日 笠智衆・美しく老いて
- 1994年12月23日 カーペンターズの悲劇

## 1995年
- 1995年01月06日 トキワ荘の時代･マンガが青春だったころ
- 1995年01月13日 漂泊の俳人 種田山頭火伝説
- 1995年01月20日 力道山伝説 関東14.8以下 関西19.0
- 1995年01月27日 新宿西口バス放火事件
- 1995年02月03日 北島三郎伝説 関東14.6 関西14.4
- 1995年02月10日 撃墜の真相! 大韓機サハリン沖事件 関東12.5以下 関西14.0
- 1995年02月24日 江利チエミの悲劇 関東22.1（番組最高） 関西21.0
- 1995年03月03日 死刑囚と獄中結婚 永山則夫の回 関東13.5以下 関西14.4
- 1995年03月10日 愛と友情のノーサイド・新日鉄釜石物語
- 1995年03月17日 怪人・説教強盗 妻木松吉
- 1995年03月24日 勝負師 升田幸三
- 1995年03月31日 疑惑の拉致監禁事件の真相 若王子信行と金大中の回 ※2時間SP
- 1995年04月14日 女優・乙羽信子
- 1995年04月21日 棟方志功の奇跡
- 1995年04月28日 死刑台からの生還・松山事件
- 1995年05月05日 昭和歌謡伝説・演歌の竜 馬渕玄三の回
- 1995年05月12日 発見! 小野田少尉 関東18.6 関西22.8
- 1995年05月19日 映画極道・五社英雄と夏目雅子
- 1995年05月26日 名曲! 襟裳岬伝説 関東16.4 関西16.6
- 1995年06月02日 コマネチ・白い妖精の悲劇 関東17.1 関西21.1
- 1995年06月09日 よど号ハイジャック事件の真相
- 1995年06月16日 沖雅也・死の真相 関東18.5（前週の関東の視聴率5.6） 関西26.2
- 1995年06月23日 愛の詩集・智恵子抄の悲劇
- 1995年06月30日 孤独なボードビリアン 毒舌王・トニー谷の苦悩 関東13.8 関西13.0以下
- 1995年07月07日 テレサ・テン伝説 関東15.6 関西19.0
- 1995年07月14日 エディ・タウンゼント物語 関東13.7以下 関西14.4
- 1995年07月21日 作家・森瑤子 関東14.3 関西13.9以下
- 1995年07月28日 伊藤博文を撃った男 関東14.2 関西12.5
- 1995年08月04日 江戸川乱歩・最後の秘密
- 1995年08月11日 戦後50年特別企画・愛と野望の地平線! 李香蘭と川島芳子・満州国悲劇の女たち ※2時間SP 関東12.6 関西14.3
- 1995年08月18日 ベ平連・友情の大脱走作戦
- 1995年08月25日 神田川伝説 関東12.0以下 関西16.5
- 1995年09月01日 ランナー 浅井えり子の愛 関東12.7以下 関西19.7
- 1995年09月08日 マッカーサー2000日の伝説
- 1995年09月15日 スー・チーの宿命
- 1995年09月22日 古賀政男物語 関東13.1以下 関西13.8
- 1995年09月29日 70歳のピーターパン 植草甚一伝説
- 1995年10月13日 遥かなるメジャーリーグ（江夏豊・ジャッキー・ロビンソン） ※2時間SP
- 1995年10月20日 長谷川恒男 天才アルピニストの悲劇
- 1995年10月27日 傷だらけの人生 夕焼けに泣いた男 鶴田浩二 関東14.3 関西17.5
- 1995年11月03日 東京オリンピック物語
- 1995年11月10日 生きる 俳優 志村喬物語
- 1995年11月17日 顛末 武蔵野心中 太宰治を愛した女
- 1995年11月24日 実録60年安保 爆裂国会 妖怪・岸信介の闘争
- 1995年12月01日 蔵間・家族への愛
- 1995年12月08日 こまどり姉妹・どん底の底
- 1995年12月15日 復讐するは我にあり 殺人鬼・西口彰
- 1995年12月22日 嵐寛寿郎・痛快一代記

## 1996年
- 1996年01月05日 スペシャル・昭和歌謡伝説・栄光と挫折を繰り返す女たちの宿命 女王・美空ひばりの天才▽難病や肉親の死と闘う▽島倉千代子の哀愁 ※2時間SP 関東14.9以下 関西18.2
- 1996年01月12日 古今亭志ん生物語「志ん生の背中」
- 1996年01月19日 マリリン・モンロー 日本ハネムーンの謎 関東13.8以下 関西15.4
- 1996年01月26日 もうひとつの植村直己物語
- 1996年02月02日 植村直己・悲劇の山の謎 関東13.1以下 関西12.6
- 1996年02月09日 ポテチン人生 鳳啓助 おもろい夫婦物語 関東12.2 関西15.2
- 1996年02月16日 淀川長治物語
- 1996年02月23日 難破船長食人事件 関東12.2以下 関西17.3
- 1996年03月01日 遥かなるパーフェクト・炎のプロボウラー須田開代子 関東13.4 関西16.5
- 1996年03月08日 林家三平物語 関東14.8 関西13.0
- 1996年03月15日 大杉栄と伊藤野枝 〜愛と自由への闘争〜
- 1996年03月22日 岡本太郎・爆発芸術家の素顔
- 1996年03月29日 やすきよ伝説 ※2時間SP 関東12.0 関西19.7
- 1996年04月12日 松尾和子の悲劇 関東12.5以下 関西19.6
- 1996年04月19日 岡林信康70年フォーク伝説（制作協力：日本テレワーク） 関東13.3以下 関西13.1
- 1996年04月26日 無頼 阿佐田哲也の虚と実
- 1996年05月03日 東大金融道・光クラブ事件 関東13.2以下 関西16.1
- 1996年05月10日 銀幕悲歌（エレジー） 川谷拓三物語 関東13.8 関西17.7
- 1996年05月17日 エノケン伝説・喜劇王の悲劇 関東12.9以下 関西15.5
- 1996年05月24日 竹久夢二語りき 〜夢二の見た夢〜 関東12.8以下 関西13.7
- 1996年05月31日 引田天功・魔術師の虚と実 関東12.7 関西18.1
- 1996年06月07日 周恩来伝説
- 1996年06月14日 猫と呼ばれたスタア 映画女優 入江たか子・化け猫女優となったお姫様 関東16.0 関西17.2
- 1996年06月21日 ｢ジョー・モンタナと呼ばれた男｣ 2つの血の物語･衛藤健・マフィア大幹部となった男 関東14.9 関西15.9
- 1996年06月28日 猫田勝敏・かあちゃんすまん 関東13.3 関西16.6
- 1996年07月05日 夢は夜ひらく…圭子の新宿物語 関東12.9以下 関西13.6
- 1996年07月12日 作家・有吉佐和子 関東13.0以下 関西12.6
- 1996年07月19日 五輪の花・チャスラフスカの悲劇 関東14.0 関西16.0
- 1996年07月26日 ゲゲゲの鬼太郎の故郷 〜妖怪と棲む男・水木しげる〜 関東10.5以下 関西17.8
- 1996年08月02日 大久保清事件の謎 関東13.7 関西18.0
- 1996年08月09日 チャップリンの恋 チャップリンとエドナ・バービアンス
- 1996年08月16日 夏目雅子・愛と死 関東14.4 関西18.1
- 1996年08月23日 SONGS BOB MARLEY
- 1996年08月30日 美男・長谷川一夫 関東12.8以下 関西19.0
- 1996年09月06日 草加次郎事件・連続爆破魔の謎 関東14.0以下 関西14.0
- 1996年09月13日 奇跡のチャンプ 輪島功一復活伝説
- 1996年09月20日 愛の逃避行スペシャル イングリッド・バーグマンと岡田嘉子の回（題名不詳） ※2時間SP
- 1996年10月11日 秋の感動スペシャル!! 慎太郎と裕次郎 2時間SP 関東14.7 関西15.8
- 1996年10月18日 作家・山際淳司
- 1996年10月25日 たけしの師匠・深見千三郎物語 関東13.9 関西12.1
- 1996年11月01日 有森裕子の奇跡 関東14.0以下 関西12.7
- 1996年11月08日 サヨナラだけが人生だ 映画監督・川島雄三 関東13.8以下 関西14.7
- 1996年11月15日 中原中也・天才詩人の悲劇
- 1996年11月22日 日本赤軍に狙われた男! 泉水博の流転 関東14.3以下 関西15.3
- 1996年11月29日 宇野千代・化粧が変えた人生 関東13.8以下 関西15.3
- 1996年12月06日 ミスター珍・奇跡の復活
- 1996年12月13日 昭和成り金伝説! 赤坂ミカドの帝王の転落
- 1996年12月20日 鬼刑事・平塚八兵衛警視庁捜査一課物語 ※2時間SP

## 1997年
- 1997年01月10日 銀巴里の逝った日 日本初のシャンソン喫茶“銀巴里” 美輪明宏歌う“メケメケ”秘話
- 1997年01月17日 悲劇のマラソン走者 円谷幸吉
- 1997年01月24日 勝新太郎伝説 関東13.9以下 関西16.7
- 1997年01月31日 鐘の鳴る丘 関東15.1以下 関西14.5
- 1997年02月07日 真剣師・小池重明
- 1997年02月14日 仲代夫妻の愛と死 関東13.5以下 関西16.5
- 1997年02月21日 赤木圭一郎の悲劇 関東13.9 関西14.2以下
- 1997年02月28日 鳥人・笠谷の孤独
- 1997年03月07日 ケネディの危険な情事…JFKとインガ・アーバッドの回 関東13.8以下 関西14.3
- 1997年03月14日 ジプシー・ローズの伝説 関東14.1以下 関西15.9
- 1997年03月21日 高橋竹山・魂の旅
- 1997年04月04日 昭和大歌謡スペシャル 春日八郎・三橋美智也・村田英雄の回 ※2時間SP 関東12.0 関西14.3
- 1997年04月11日 外伝・新選組 〜20世紀の誠〜 ※2時間SP
- 1997年04月18日 政治家・中川一郎 関東12.4以下 関西14.5
- 1997年04月25日 「あしたのジョー」伝説 〜梶原一騎・ちばてつや 男の闘い〜
- 1997年05月02日 荻野久作物語
- 1997年05月09日 星の王子さまの真実 〜ヒトラーに挑んだ男〜
- 1997年05月16日 山口洋子・銀座の女の真実 関東17.3 関西22.6
- 1997年05月23日 検死官 トーマス野口 一万五千の死体と語った男
- 1997年05月30日 伝説のDJ 糸居五郎の孤独
- 1997年06月06日 茅ヶ崎物語 小津安二郎とおゆうさん
- 1997年06月13日 女優vs女形! 水谷八重子の闘い… 水谷八重子と花柳章太郎の回
- 1997年06月20日 千里眼の女の悲劇（御船千鶴子） 関東14.1以下 関西17.3
- 1997年06月27日 エロスの帝王神代辰巳の壮絶な死
- 1997年07月04日 池田満寿夫・早すぎた最期
- 1997年07月11日 水原弘・スターが見た地獄 関東17.4 関西21.1
- 1997年07月18日 奇行の人・左卜全 関東12.3以下 関西13.8
- 1997年07月25日 昭和の岩窟王・吉田石松 関東13.0以下 関西16.5
- 1997年08月01日 魯山人・究極の料理人の孤独
- 1997年08月08日 ドラえもん伝説 永遠の漫画少年 藤本弘 関東15.9 関西17.5
- 1997年08月15日 舟木一夫・高校三年生の悲劇
- 1997年08月22日 ケンカ和尚 今東光の痛快人生相談 関東13.2 関西23.5
- 1997年08月29日 悲の十字路・昭和天皇誤導事件 関東14.6 関西19.2
- 1997年09月05日 「地獄からの生還」カンボジア大虐殺で取り残された日本人妻の運命
- 1997年09月12日 中村八大・上を向いて歩こう
- 1997年09月19日 知里幸恵・アイヌ天才少女の悲劇 関東14.8以下 関西16.0
- 1997年09月26日 神谷美恵子・極限の生と死を見つめて ※2時間SP
- 1997年10月10日 愛と欲望の街・新宿物語 ※2時間SP
- 1997年10月17日 柳家金語楼 関東13.1 関西14.5
- 1997年10月24日 衝撃の自殺! 久野久の悲劇
- 1997年10月31日 伴淳三郎・アジャパー伝説 関東14.4 関西19.5
- 1997年11月07日 一条さゆり・ストリップ女王の壮絶流転 関東15.1 関西22.3
- 1997年11月14日 プロ野球誕生秘話 ベーブ・ルース来日騒動記
- 1997年11月21日 えんぴつが1本 -浜口庫之助のポケット- 関東15.4 関西18.7
- 1997年11月28日 戦後の闇 M資金の謎
- 1997年12月05日 本船は沈没しつつあり 〜巨大船遭難 魔の海域からの生還〜（尾道丸の悲劇）
- 1997年12月12日 宝くじを作った男・片岡一久
- 1997年12月19日 巨大欲望王国 〜ネズミ講〜 内村健一の野望と誤算 ※2時間SP

## 1998年
- 1998年01月09日 「八つ墓村」異談 〜横溝正史と津山30人殺し〜 関東16.7以下 関西20.8
- 1998年01月16日 いずみたくの青春
- 1998年01月23日 蟻の町のマリア 北原怜子
- 1998年01月30日 笑福亭松鶴 関東14.4以下 関西20.6
- 1998年02月06日 反骨の宮様・東久邇宮稔彦 関東13.9 関西20.6
- 1998年02月13日 昭和モダン伝説 あきれたぼういずの青春
- 1998年02月20日 怪写真事件・金子文子と朴烈
- 1998年02月27日 松本サリン事件 関東14.0以下 関西20.3
- 1998年03月06日 怪優・殿山泰司 関東14.0以下 関西16.3
- 1998年03月13日 マダム貞奴 関東14.6以下 関西15.5
- 1998年03月20日 美空ひばり・江利チエミ・雪村いづみ 愛と友情の三人娘 ※2時間SP 関東15.1 関西20.8
- 1998年04月03日 最後の将軍 徳川慶喜 〜毎日が日曜日〜 ※90分SP 関東12.8以下 関西20.7
- 1998年04月10日 渡辺はま子 『あゝモンテンルパの夜は更けて』命を救った奇跡の歌 関東13.2以下 関西14.6
- 1998年04月17日 『ベレンコ・赤い国からきた男』･ミグ25亡命事件 関東13.0以下 関西16.8
- 1998年04月24日 沖縄から来た兄妹 フィンガー5のパスポート 関東14.0以下 関西15.6
- 1998年05月01日 史上最大の国語改革
- 1998年05月08日 奇跡の帰還兵・横井庄一の戦後 関東15.1以下 関西19.7
- 1998年05月15日 女王・山村美紗の素顔 関東12.9以下 関西19.7
- 1998年05月22日 神童と言われた男 〜 渡辺茂夫
- 1998年05月29日 星新一・魂の千夜一夜
- 1998年06月05日 青い山脈 関東13.3以下 関西17.5
- 1998年06月12日 天皇の料理番・秋山徳蔵 関東13.4以下 関西18.3
- 1998年06月19日 史上最強の横綱・徳之島・愛牛夫婦物語
- 1998年06月26日 阿呆ぼんの犯罪・マニラ偽装保険金殺人事件
- 1998年07月03日 どっちもどっち 〜 内海桂子・好江の43年 関東13.6以下 関西16.3
- 1998年07月10日 若山富三郎の秘密 関東13.2以下 関西23.2
- 1998年07月17日 野獣の紋章 〜三菱銀行人質たてこもり事件〜 関東13.4以下 関西21.5
- 1998年07月24日 怪優・大泉滉の謎 関東12.6以下 関西15.4
- 1998年07月31日 スパルタの海 〜 戸塚ヨットスクールの二千日
- 1998年08月07日 女、一人 〜 嵯峨野祗王寺庵主の日記（高岡智照） 関東10.3
- 1998年08月14日 謀略の丘 〜 陸軍登戸研究所の秘密 関東13.2
- 1998年08月21日 ロバート・キャパ 〜 最後の3週間 関東10.3
- 1998年08月28日 天才バカボン・赤塚不二夫伝 〜 これでいいのだ！ 関東12.4
- 1998年09月04日 永久追放された天才投手 〜 池永正明の28年 野球賭博・黒い霧事件の真相
- 1998年09月11日 堕ちた天使 子役のそれから… ケンちゃんの三十七年 関東19.1 関西24.0
- 1998年09月18日 給食らぷそでぃ
- 1998年09月25日 スペシャル! ひばりの母・加藤喜美枝物語 ※2時間SP 関東14.3以下 関西17.8
- 1998年10月09日 収容所から届いた手紙 ※90分SP
- 1998年10月16日 別れの一本杉 船村徹と高野公男の回
- 1998年10月23日 赤ちゃんあっせん事件
- 1998年10月30日 ブルーコメッツの苦悩
- 1998年11月06日 アジアの肉体 BODY/SOUL ブルース・リー伝説 関東14.5以下 関西16.0
- 1998年11月13日 咳をしても一人 俳人・尾崎放哉
- 1998年11月20日 影の軍隊 陸軍中野学校 関東15.1以下 関西18.1
- 1998年11月27日 虹で地震を予知した男〜それは科学なのか…？〜椋平広吉
- 1998年12月04日 hide 心優しきロッカー
- 1998年12月11日 希望・岸洋子
- 1998年12月18日 実録・赤穂浪士 ※2時間SP 関東15.9以下 関西18.9

## 1999年
- 1999年01月08日 慶州ナザレ園・悲劇の女たち
- 1999年01月15日 ゴーストップ事件 関東15.0以下 関西17.5
- 1999年01月22日 鳥羽一郎と山川豊 関東15.8以下 関西18.9
- 1999年01月29日 村山聖・29歳無念の死 関東15.1以下 関西15.4
- 1999年02月05日 墓場まで何マイル? 寺山修司 最期の二年間
- 1999年02月12日 瀬戸内寂聴・魂の遍路 関東16.9 関西19.1
- 1999年02月19日 冗談いうねぇ!!天邪鬼の真心・立川談志
- 1999年02月26日 長野五輪・荻原兄弟（荻原健司・荻原次晴）の絆 関東14.0以下 関西13.4
- 1999年03月05日 愛新覚羅浩の生涯 関東15.2以下 関西20.9
- 1999年03月12日 ものまね三代 江戸家猫八
- 1999年03月19日 芸能界秘話スペシャル・清川虹子が見た！昭和スター列伝 ※2時間SP 関東15.2 関西16.5
- 1999年04月09日 昭和歌謡史スペシャル・なかにし礼“兄貴”死んでくれてありがとう ※2時間SP 関東12.1以下 関西17.6
- 1999年04月16日 砂に消えた女王・ホクトベガのくれたもの
- 1999年04月23日 関東軍防疫給水部731部隊
- 1999年04月30日 コティングリー妖精事件
- 1999年05月07日 金閣寺放火事件の謎
- 1999年05月14日 猛優・市川猿之助
- 1999年05月21日 山口良忠判事餓死事件（題名不詳）
- 1999年05月28日 パチンコの父、正村竹一物語
- 1999年06月04日 映画監督浦山桐郎
- 1999年06月11日 向田邦子 ままや繁盛記
- 1999年06月18日 偏差値狂奏曲
- 1999年06月25日 美空ひばり・悲しい酒伝説 関東14.0 関西21.0
- 1999年07月02日 キックの鬼 沢村忠の真実
- 1999年07月09日 実録俺たちに明日はない（ボニーとクライド）
- 1999年07月16日 幽霊妖怪の謎を暴け! 天才井上円了
- 1999年07月23日 裕次郎とまき子 二人の恋の物語 関東15.0 関西18.6
- 1999年07月30日 朴正煕の光と影
- 1999年08月06日 クローン人間は存在する!?
- 1999年08月13日 加藤登紀子（題名不詳）
- 1999年08月20日 朝のミステリー・ラジオ体操の謎 動きが語るマル秘昭和史 天皇との奇妙な縁
- 1999年08月27日 石川啄木夫妻（題名不詳）
- 1999年09月03日 実録! エメラルド王伝説
- 1999年09月10日 最後の人形師 大江巳之介
- 1999年09月17日 流行作家 梶山季之 無念の死
- 1999年09月24日 昭和20年8月15日・玉音放送の謎
- 1999年10月01日 最終回スペシャル 海より深き師弟愛 ※2時間SP 米長邦雄と佐瀬勇次、森進一と猪俣公章、水谷八重子母子の回

## 放送年月日不詳作品
- 「二・二六事件」